# Mercury-Redstone Launch Vehicle
Mercury-Redstone Launch Vehicle var en amerikansk raket i Redstone serien. Den användes för att skjuta upp Mercury-rymdfarkoster i kastbana runt jorden.
Raketen bestod av endast ett raketsteg, med en raketmotor kallad Rocketdyne A-7 och drevs av alkohol och flytande syre. Den flög första gången den 21 november 1960.
| Nr | Uppskjutning     | Last       | Notering                              |
| -- | ---------------- | ---------- | ------------------------------------- |
| 1  | 21 november 1960 | Mercury 1  | havererade några sekunder efter start |
| 2  | 19 december 1960 | Mercury 1a |                                       |
| 3  | 31 januari 1961  | Mercury 2  | Ham                                   |
| 4  | 24 mars 1961     |            |                                       |
| 5  | 5 maj 1961       | Mercury 3  | Alan Shepard                          |
| 6  | 21 juli 1961     | Mercury 4  | Gus Grissom                           |